# Alcalose respiratoire
 Mise en garde médicale
L'alcalose respiratoire, ou ventilatoire, est un trouble de l'équilibre acido-basique du sang défini par une hausse du pH, d'origine respiratoire. Elle résulte de l'augmentation de la respiration alvéolaire (hyperventilation) amenant à une baisse de concentration du dioxyde de carbone dans le plasma. Cela conduit à une diminution des concentrations en ions hydrogène et en ion calcium libre dans le sang. Elle s'oppose à l'alcalose métabolique, qui n'est pas due à l'intervention en excès de la voie respiratoire.

## Types
Il existe deux types d'alcalose respiratoire : chronique et aiguë.
- Au cours de l'alcalose respiratoire aiguë, la personne peut perdre conscience là où le taux de ventilation reviendra à la normale.

Très vite après que le sujet s'est mis en hyperventilation, les protons sortent du milieu intracellulaire et il s'ensuit la réaction suivante :
Le taux de bicarbonate plasmatique chute ce qui est la caractéristique de l'alcalose respiratoire.
- Dans l'alcalose respiratoire chronique, pour chaque diminution de 10 mM de la pCO2 dans le sang, il y a une diminution de 5 mM de bicarbonate. La baisse de 5 mM de bicarbonate est un effet de compensation qui réduit l'effet de l'alcalose, c'est-à-dire la baisse de la pCO2 dans le sang. Cette compensation est dite métabolique.

## Causes
La cause est une hyperventilation. Le CO2 se diffusant extrêmement rapidement à travers la barrière alvéolocapillaire, l'hyperventilation entraîne une hypocapnie (soit une baisse du taux de dioxyde de carbone dans le sang) qui, par le biais du tampon HCO3 provoque une fixation des ions H+. Il y a donc une augmentation du pH. Ce mécanisme sert par exemple à contrebalancer une acidose métabolique.
Les causes de l'hyperventilation alvéolaire constatée dans alcalose respiratoire comprennent :
- l'anxiété, l'attaque de panique et le stress ;
- un déplacement dans les zones de haute altitude, où la faible pression atmosphérique de l'oxygène stimule l'augmentation de la ventilation ;
- la fièvre, qui stimule le centre respiratoire dans le tronc cérébral ;
- les médicaments, y compris le doxapram et de fortes doses d'aspirine, qui vont stimuler le centre respiratoire ;
- causes centrales, notamment un accident vasculaire cérébral, hémorragie sous-arachnoïdienne, méningite ;
- la grossesse ;
- l'hypoxie dans le cas d'une maladie des poumons, telles que la pneumonie ;
- overdose de caféine (abus de café) ;
- l'activité sexuelle résultant en une excitation
- volontaire au cours de jeux dangereux "rêve indien"[1] ;
- volontaire dans le cas de séances de méditation[2]…

En outre, une alcalose respiratoire est souvent produite accidentellement par des médecins (Iatrogénèse) au cours de la ventilation mécanique des patients.

## Symptômes
Les symptômes de l'alcalose respiratoire sont liées à la diminution des niveaux de dioxyde de carbone du sang, et incluent une paresthésie périphérique. En outre, l'alcalose peut perturber l'équilibre des ions calcium et provoquer les symptômes de l'hypocalcémie (comme une tétanie et une syncope).
Si une personne est en hyperventilation, cela peut arriver par exemple lors d'un effort physique, tel que course ou autre, il faut la faire respirer dans un sac en carton, et non en plastique, afin qu'elle réabsorbe du dioxyde de carbone pour rétablir une pression de ce gaz normale. 
Les reins peuvent également mettre en place un mécanisme de compensation en excrétant plus de bicarbonate (HCO3−) ce qui provoquera une baisse de cet ion (<22 mEq/L) et servira à rétablir un pH normal, soit de 7,4.